# Sbiba
Sbiba (auch Sabibah; arabisch سبيبة) ist eine Stadt mit etwa 6000 und eine Delegation mit gut 40.000 Einwohnern im Gouvernement Kasserine im Zentrum Tunesiens.

## Lage
Sbiba liegt in einer Höhe von ca. 620 bis 650 m ü. d. M. im Westen Tunesiens in der Dorsale des Tellatlas. Die Landeshauptstadt Tunis ist ca. 215 km (Fahrtstrecke) in nordöstlicher Richtung entfernt; die Stadt Kasserine befindet sich ca. 63 km südwestlich. Südlich der Stadt verläuft der Oued Sbiba, der jedoch nur wenige Wochen im Jahr Wasser führt.

## Wirtschaft
Die Wirtschaft der Region wird von der Landwirtschaft dominiert, insbesondere vom Obst- und Gemüseanbau (Äpfel, Tomaten). Auch der Warenschmuggel zwischen Algerien und Tunesien spielt eine nicht unbedeutende Rolle im Wirtschaftsleben der Stadt.

## Geschichte
Sbiba war sehr wahrscheinlich eine ehemalige Berbersiedlung; die Römer erbauten in deren Nachbarschaft die Stadt Sufes, die im 6. Jahrhundert von Byzanz übernommen wurde. Die muslimischen Araber eroberten die Region in der zweiten Hälfte des 7. Jahrhunderts.

## Sehenswürdigkeiten
- Die noch nicht restaurierten Ruinen der römischen Stadt Sufes mit den Resten eines Tempels, einer byzantinischen Festung und einer – im 7. Jahrhundert in eine Moschee umgewandelten – Kirche erheben sich unweit der heutigen Stadt.
- Etwa 20 km südöstlich der Stadt befindet sich das Naturschutzgebiet des Djebel Mghilla.